# 盛岡市子ども科学館
盛岡市子ども科学館（もりおかしこどもかがくかん）は岩手県盛岡市にある科学館である。博物館法の登録博物館である。

## 沿革
- 1983年5月5日 - 開館。
- 2004年7月 - プラネタリウムをサイエンスドーム「宙〜そら〜」としてリニューアルオープン[2][3]。
- 2004年9月4日 - 通算入館者数300万人[4]。
- 2006年 - 体験型展示を取り入れた展示物「光のガーデン」「ボールコースターキャンパス」「風の体験」を導入[5]。
- 2011年 - 東日本大震災によりプラネタリウム設備が被害。
- 2013年7月 - プラネタリウムを五藤光学研究所の「VIRTUARIUM II」に更新[6]。

## 施設
(この節の出典)

### 1階
- エントランス

フーコーの振り子が設置されている。
- 第1展示室

遊びと工夫のひろば。ロボットのメカトロンがおり、ツミキやパズル、知恵の輪のコーナーがある。
- 第2展示室

原理をひもとく 発見の空間、人間の生活と科学技術

### 2階
- プラネタリウム室

プラネタリウム
- 第3展示室

サイエンスショーが行われるサイエンスステージがある。
- 実験室

- 図書室

## 利用
- 休館日

月曜日、毎月最終火曜日、年末年始

## 外部サイト
- 盛岡市子ども科学館 公式